# خط زمني لعلم الأرصاد الجوية

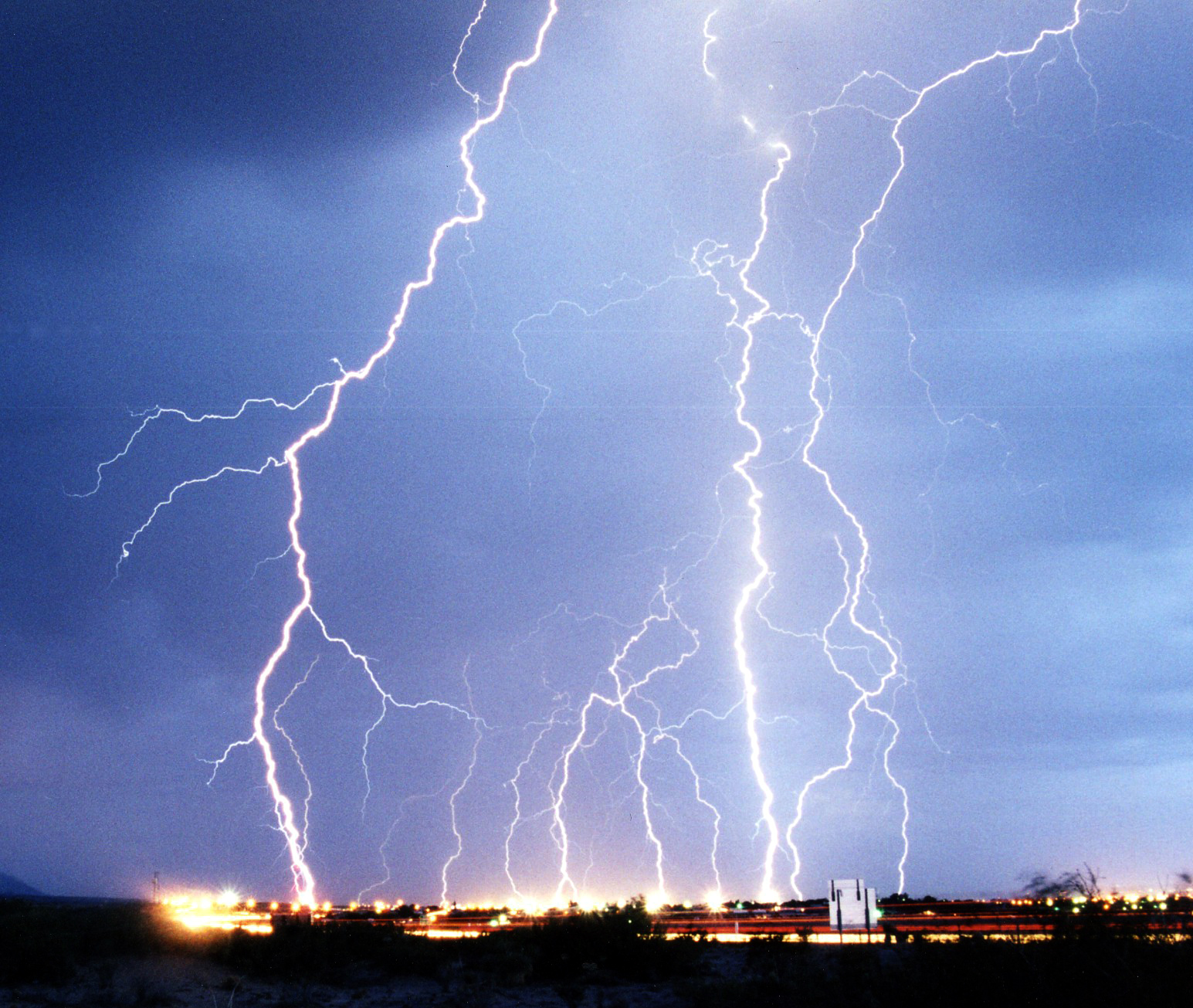

علم الأرصاد الجوية هي الدراسةُ العلميةُ للجوِّ التي تُركّزُ على تنبؤ الطقس. 
أهم الأشياء في علم الأرصاد الجوية هي:
- درجة حرارة
- الضغط الجوي
- الرياح وما يتعلق بها

و ينقسم عِلْم الأرصاد الجوية إلى:
- عِلْم المناخ
- فيزياء الغلاف الجوي
- كيمياء الغلاف الجوي
- مجالاتَ ثانويةَ مِنْ العلوم الجوية

وهذه الأشياء هي المواد الأساسية في علم الأرصاد الجوية.

## التاريخ
- 350 قبل الميلاد

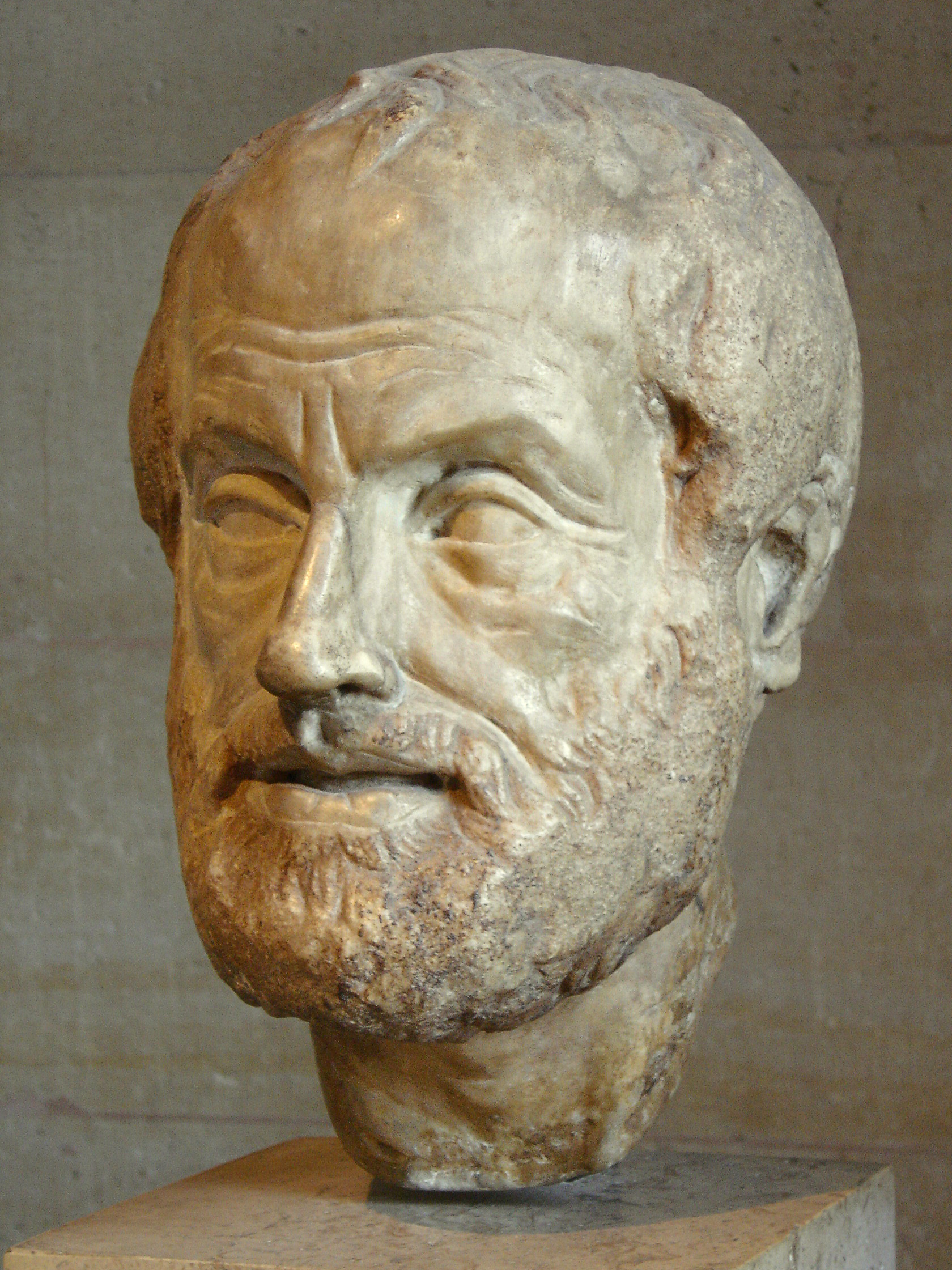
صورة لأرسطو

يبدأ عِلْم الأرصاد جويةُ مِنْ عصر أرسطو عندما بدأ بملاحظة تغيرات الجو والمناخ وارتفاع الحرارة وهبوطها واكتشف ما يعرف الآن بدورة الشمس.
- 1488

نشر يوهانس ليشتنبرجر أول نسخة من كتابه Prognosticatio وفيه ربط بين التنبؤ بالطقس وعلم التنجيم ولم يُطعن في هذا النموذج إلا بعدها بعدة قرون.
- 1607

في هذا العام بنى العالم المشهور غاليليو جهاز يقيس الحرارة وأطلق عليه اسم الثيرموسكوب كان هذا ُأول عصر يسجل ملاحظاتَ حول المناخ.وبعدها طور العالمان دانيال غابريل فهرنهايت وأندريس سيلشيوس مقياس جاليليو حتى أصبح المقياس الذي نعرفه الآن.
- 1643

إيفانجيليستا توريشيلي اكتشف في هذا العام اكتشافاً غير العالم وهو كيف نستطيع تغيير الضغط الجوي مؤقتاً. 
- 1648

اكتشف العالم بلايس باسكال في هذا العام بأنّ هناك فراغاً فوق الجوِّ ولكن هناك بعض العلماء لم يصدقوه وعارضوا نظريته.
- 1667

في هذا العام بنى العالم روبرت هوك مقياس يقيس سرعة الرياح -مرياح-.
- 1686

إدموند هالي يُؤكّدُ اكتشافاتَ باسكال حول الضغطِ الجوّيِ.
- 1735

جورج هادلي اكتشف في هذا العام الخلايا الذائعة والتي تعرف الآن بخلايا هادلي.
- 1783-1784

يُلاحظُ بنجامين فرانكلين بأنّ أنظمةِ الطقسِ في أميريكا الشمالية تَتحرّكُ مِنْ الغربِ إلى الشرقِ ويكتشف تأثير الأشجار على المناخ.
- 1780

في هذا العام بنى العالم هوراس دي سواسور مقياس درجة الرطوبةِ. 
- 1806

في هذا العام قدم فرانسيز بيوفورت نظامه الجديد لتَصنيف سرعةِ الرياح.
- 1860

في هذا العام بدأت توقعات المناخ عندما توقع العالم روبرت فيتزروي FitzRoy المناخ في إنجلترا وبدأت توقعاته عن حالة الطقس تنشر في صحيفة التايمز The Times.

## أول قمر صناعي للأرصاد الجوية
عام 1960 كان ميعاد إطلاق أول قمر صناعي مستخدم للأرصاد الجوية وكان اسمه
تايروس-1 (بالإنجليزية: 1-Tiros)

## وصلات خارجية
- حالة الطقس